# Yahoo! View
O Yahoo! Screen (antigo Yahoo! Video) foi um site de partilha de vídeos, criado e detido pela Yahoo!.

## História
O Yahoo! Video começou como um motor de busca de vídeos e adicionou a possibilidade de carregar e compartilhar vídeos em junho de 2006. Um site redesenhado foi lançado em fevereiro de 2008, mudando o foco para apenas os vídeos hospedados pelo Yahoo!.[carece de fontes?]
Em 15 de dezembro de 2010 a Yahoo! a funcionalidade para carregar vídeos foi desativada, e em 15 de março de 2011 todo o conteúdo carregado pelos usuários foi removido. A Yahoo! não esclareceu o motivo para descontinuar o serviço.
O Yahoo! Video foi renomeado para Yahoo! Screen em outubro de 2011.